# آنری یکم، دوک گیز

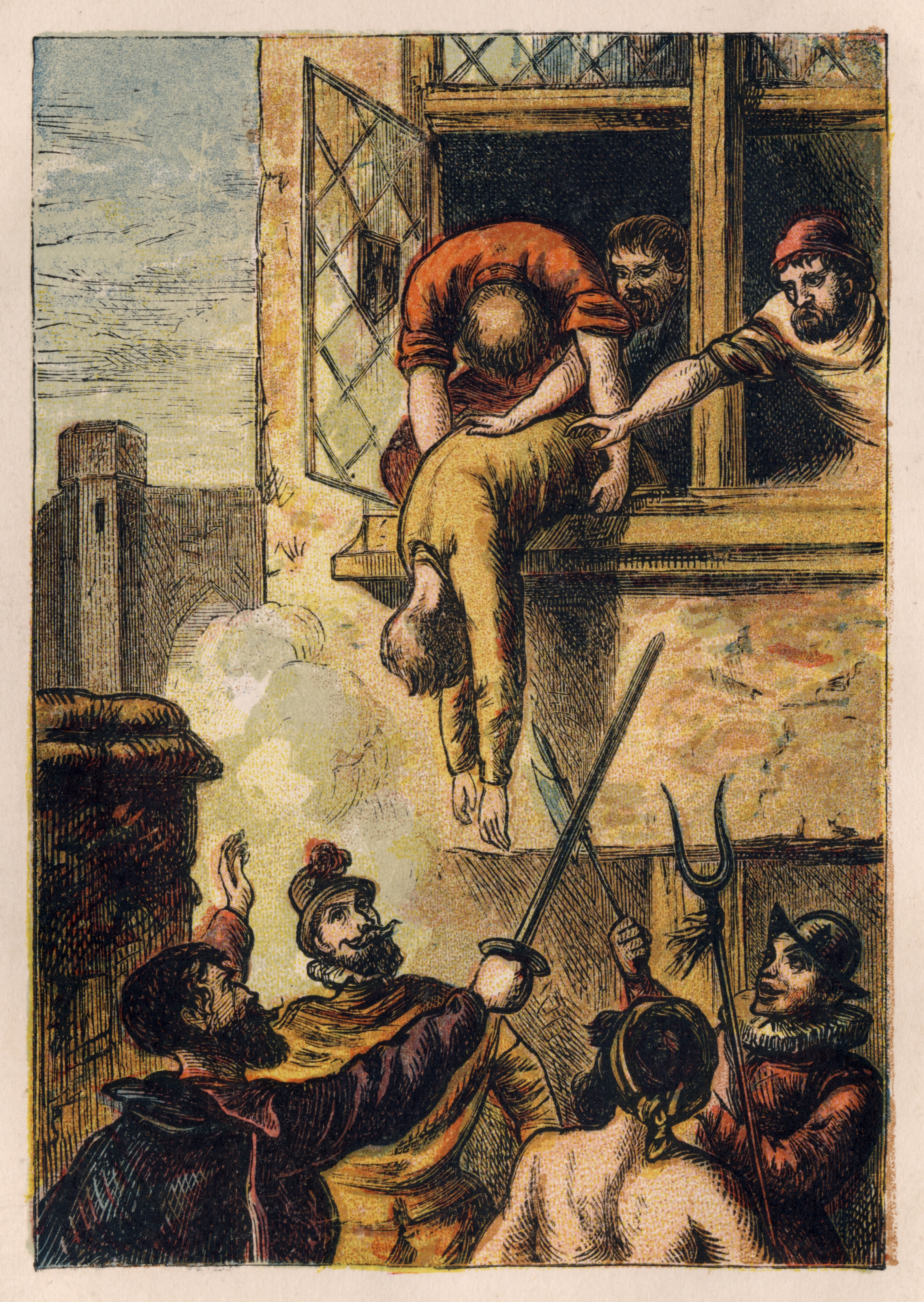
قتل دریاسالار کولینی، گیز در زیر با کلاه پردار قرمز ایستاده‌است.

آنری یکم، شاهزاده جونویل، دوک گیز ، کنت یو (۳۱ دسامبر ۱۵۵۰–۲۳ دسامبر ۱۵۸۸)، که گاهی لو بالافره (صورت زخمی) نامیده می‌شود، پسر بزرگ فرانسیس، دوک گیز و آنا دواسته بود. پدربزرگ و مادربزرگ مادری او ارکول دوم، دوک فرارا، و رنه، دوشس فرارا بودند. او از طریق پدربزرگ مادری خود از نوادگان لوکرتسیا بورجا و پاپ الکساندر ششم بود.
در سال ۱۵۷۶ او اتحادیه کاتولیک را تأسیس کرد تا از جانشینی وارث آنری سوم، یعنی آنری، پادشاه ناوار و رئیس جنبش اوگنو، به تاج و تخت فرانسه جلوگیری کند. او یکی از چهره‌های کلیدی در جنگ‌های مذهبی فرانسه و یکی از همنام‌های جنگ سه آنری بود. آنری که مخالف قدرتمند ملکه مادر، کاترین دو مدیچی بود، توسط محافظان پسر کاترین، شاه آنری سوم، ترور شد.

نشان دوک‌های گیز

## اوایل زندگی
آنری در ۳۱ دسامبر ۱۵۵۰، پسر بزرگ فرانسیس، دوک گیز، یکی از بزرگان برجسته فرانسه، و آنا د استه، دختر دوک فرارا به دنیا آمد. در جوانی با آنری سوم، پادشاه آینده دوست بود و به دستور ژاک، دوک نمور سعی کرد شاهزاده جوان را متقاعد کند تا در سال ۱۵۶۱ با او فرار کند تا به جناح کاتولیک بپیوندد، که بسیار خشم پدر و عمویش را برانگیخت. در سن ۱۲ سالگی پدرش ترور شد و بنابراین القاب دوک فرماندار شامپاین و استاد بزرگ فرانسه را در سال ۱۵۶۳ به ارث برد. خانواده گیز و آنری مشتاق انتقام از دریاسالار گاسپارد دوم کولینی بودند، کسی که او را مسئول ترور می‌دانستند.
به این ترتیب او و عمویش شارل، کاردینال لورن در سال ۱۵۶۴ برای ورود به پاریس تلاش کردند تا قدرت خود را نشان دهند، اما ورود آنها با محاصره شدن هر دو در محل سکونت خود و اجبار به تسلیم پایان یافت. هنگامی که در سال ۱۵۶۶، ولیعهد شارل را در مولینز مجبور کرد تا با کولینی برای پایان دادن به دشمنی آنها بوسه صلح ببخشد، آنری از شرکت در آن خودداری کرد. او همچنین کولینی و آن دو مونت مورنسی را برای دوئل به چالش می‌کشید، اما آنها تلاش‌های او را رد کردند.
او و برادرش شارل دوک ماین تصمیم گرفتند که در مجارستان علیه امپراتوری عثمانی تحت فرمان آلفونسو دوم استه، با گروهی متشکل از ۳۵۰ سرباز، جنگ صلیبی کنند. در سپتامبر ۱۵۶۸ او به بالاترین قدرت خود رسید، درست زمانی که گیز با پذیرش مجدد عمویش در شورای خصوصی به مرکز سیاست فرانسه بازگشت.

## ورود به سیاست
آنری در جنگ‌های دوم و سوم جنگ‌های مذهبی فرانسه نقش نظامی فعالی داشت و در نبرد سن‌دنی در سال ۱۵۶۷، نبرد جارناک در ۱۵۶۹، و با موفقیت از پواتیه در طول محاصره توسط دریاسالار کولینی دفاع کرد.
در سال ۱۵۷۰ سومین جنگ مذهبی با صلح سن ژرمن آن لایه پایان یافت. بخشی از آن ازدواج بین پروتستان آنری، پادشاه ناوار و خواهر پادشاه مارگارت والوآ را به عنوان وسیله‌ای برای تضمین ثبات شرط می‌کرد. در همین زمان، آنری با او رابطه‌ای آغاز کرد که به سرعت در دربار پخش شد. پس از کشف این موضوع، برادرانش شارل نهم و آنری خشمگین شدند و با عصبانیت به مارگارت حمله کردند. در حالی که برخی پیشنهاد کردند که آنری با ترور مجازات شود، او راضی به اخراج از دربار به دلیل بی احتیاطی‌اش شد.  در ۳ اکتبر با کاترین کلوز ازدواج کرد، بنابراین عنوان کنت ائو را از میراث او به خود گرفت.
ازدواج اوت ۱۵۷۲ بین آنری چهارم و مارگارت، حضور اکثریت رهبری پروتستان در پاریس را ضروری کرد.کولینی که به همین مناسبت به پایتخت سفر کرده بود، در یک سوء قصد به کتفش شلیک شد. آنری مظنون اصلی بود که به دلیل دشمنی طولانی مدتش دستور این اقدام را صادر کرده بود.
با بدتر شدن اوضاع در پاریس در طی چند روز آینده، شورای سلطنتی برنامه‌ریزی و حذف هدفمند رهبری پروتستان‌ها در پاریس را اجرا کرد، که در کشتار سن‌بارتلمی گسترش خواهد یافت. در طول قتل‌عام، هنری بر قتل کولینی نظارت داشت، و سعی کرد چندین هدف دیگر را تصرف کند، اما شکست اما از این وضعیت ناراضی بود که به یک قتل‌عام عمومی منجر شد و از پروتستان‌های فراری در محل اقامت خود محافظت کرد. 

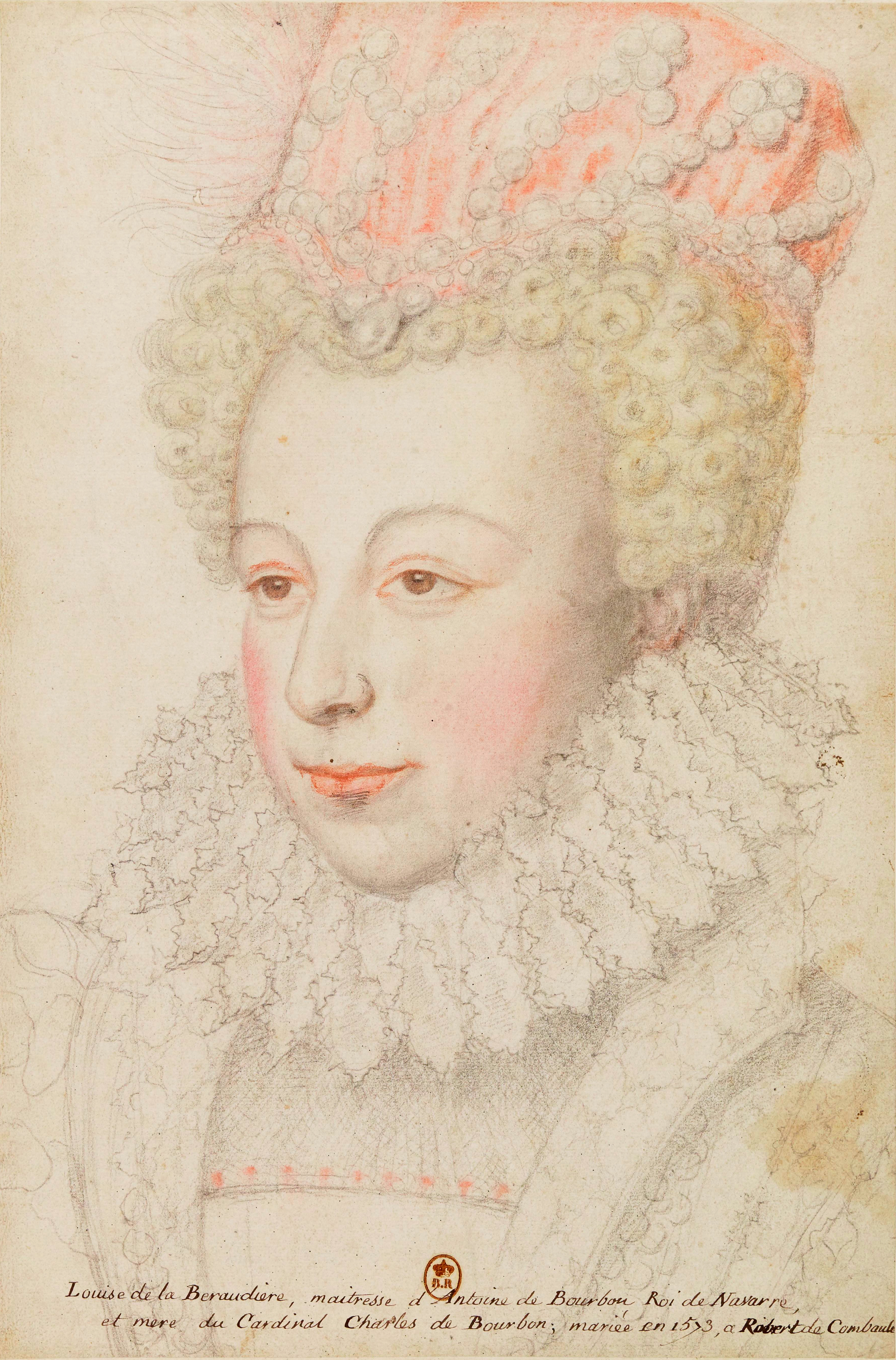
مارگارت والوا

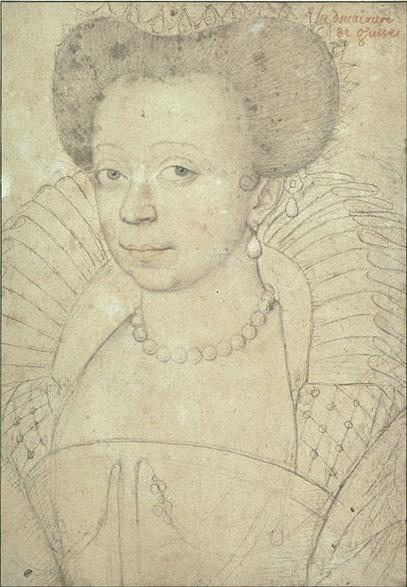
کاترین کلوز

هنگامی که جنگ‌های مذهبی متعاقباً از سر گرفته شد، آنری در نبرد دورمنز مجروح شد و پس از آن، مانند پدرش، به عنوان "Le Balafré" (صورت زخمی) شناخته شد.او با شهرت عمومی کاریزماتیک و درخشان، در میان جمعیت مبارز کاتولیک فرانسه به عنوان مخالف اوگنوها به مقام قهرمانی رسید.

## اتحادیه کاتولیک
در سال ۱۵۷۶ او اتحادیه کاتولیک را تشکیل داد. روابط او با پادشاه جدید آنری سوم که به سرعت رو به وخامت بود، درگیری‌های بیشتری را ایجاد کرد که به جنگ سه آنری (۱۵۸۴–۱۵۸۸) معروف شد.

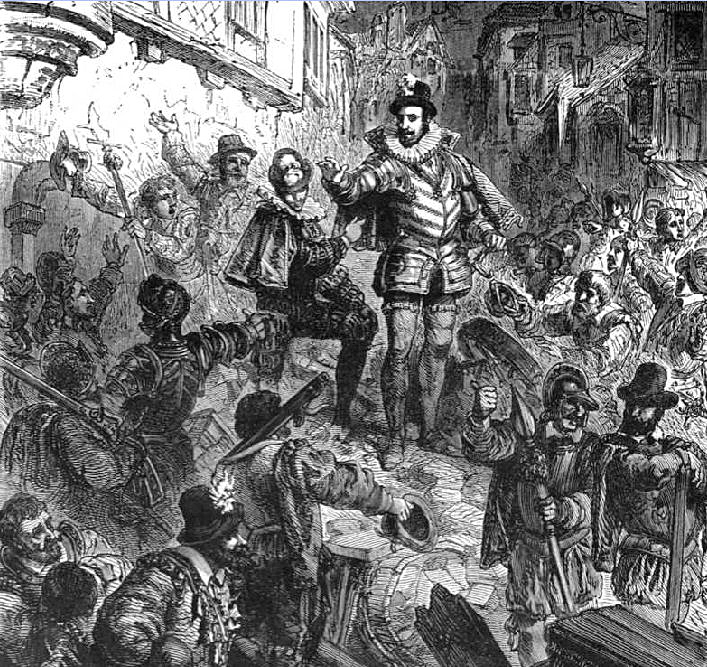
دوک گیز در طول روز موانع، اثر پل لوگر، قرن ۱۹

هنگام مرگ فرانسیس، دوک آنژو (برادر پادشاه) در سال ۱۵۸۴، که طبق قانون سالیک آنری ناوار، رهبر پروتستان‌ها را به عنوان وارث مرد باقی گذاشت. گیز پیمان جونویل را با فلیپه دوم، پادشاه اسپانیا منعقد کرد. این قرارداد اعلام کرد که به جای آنری ناوار، شارل، کاردینال بوربون، باید جانشین آنری سوم شود. آنری سوم در همین حال با اتحادیه کاتولیک (۱۵۸۵)، که با موفقیت زیادی در جنگ با پروتستان‌ها به ارمغان آورد، طرف شد. گیز پسرعموی خود، شارل، دوک اومال را برای رهبری یک قیام در پیکاردی (که همچنین می‌تواند از عقب‌نشینی آرمادای اسپانیایی پشتیبانی کند) فرستاد. آنری سوم با نگرانی به گیز دستور داد در شامپاین بماند. او با پادشاه مخالفت کرد و در ۹ مه ۱۵۸۸ گیز وارد پاریس شد و چالش مبهم خود را با قدرت سلطنتی در روز سنگرها مطرح کرد و شاه آنری را مجبور به فرار کرد.

## ترور و مرگ

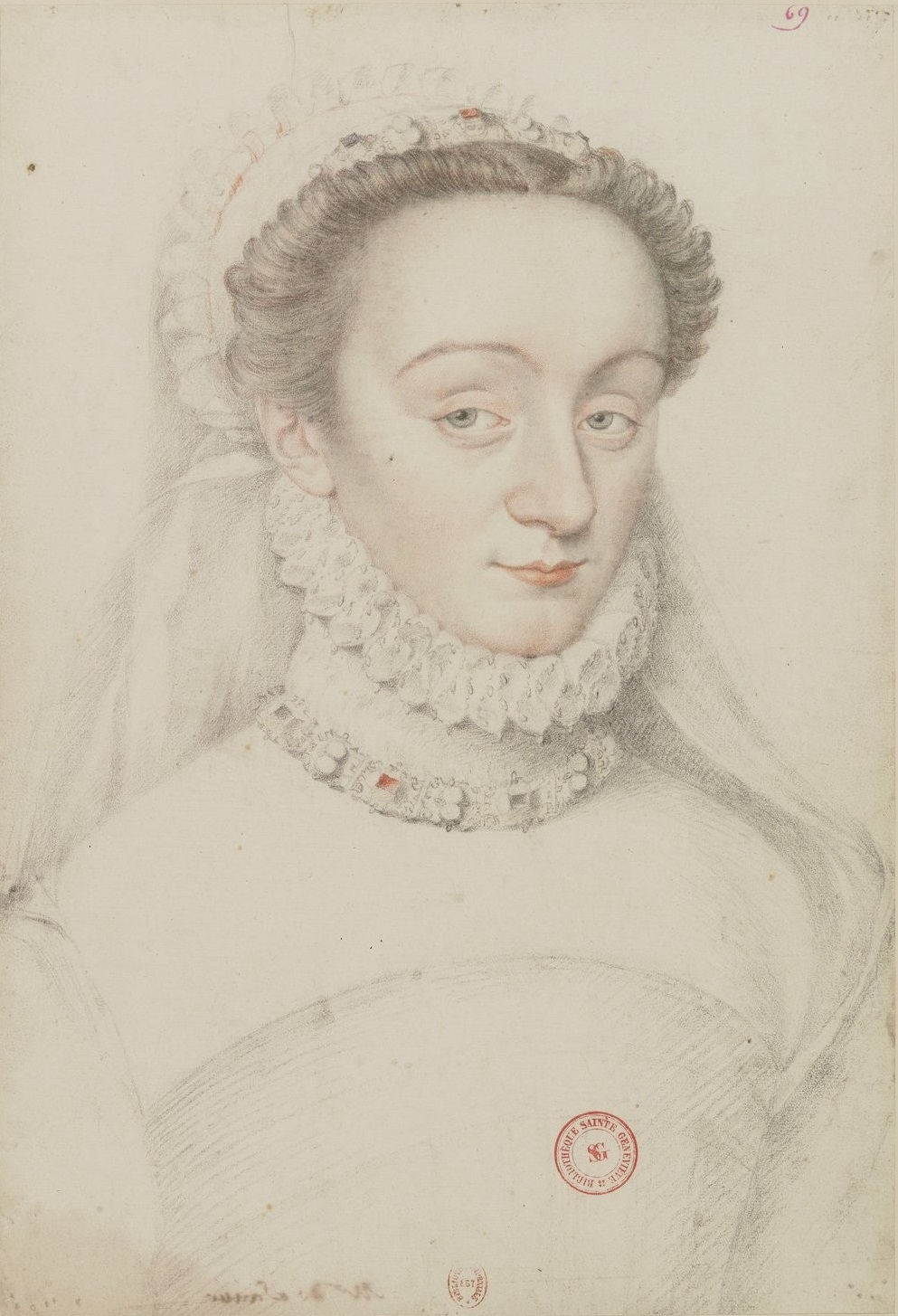
شارلوت ساو

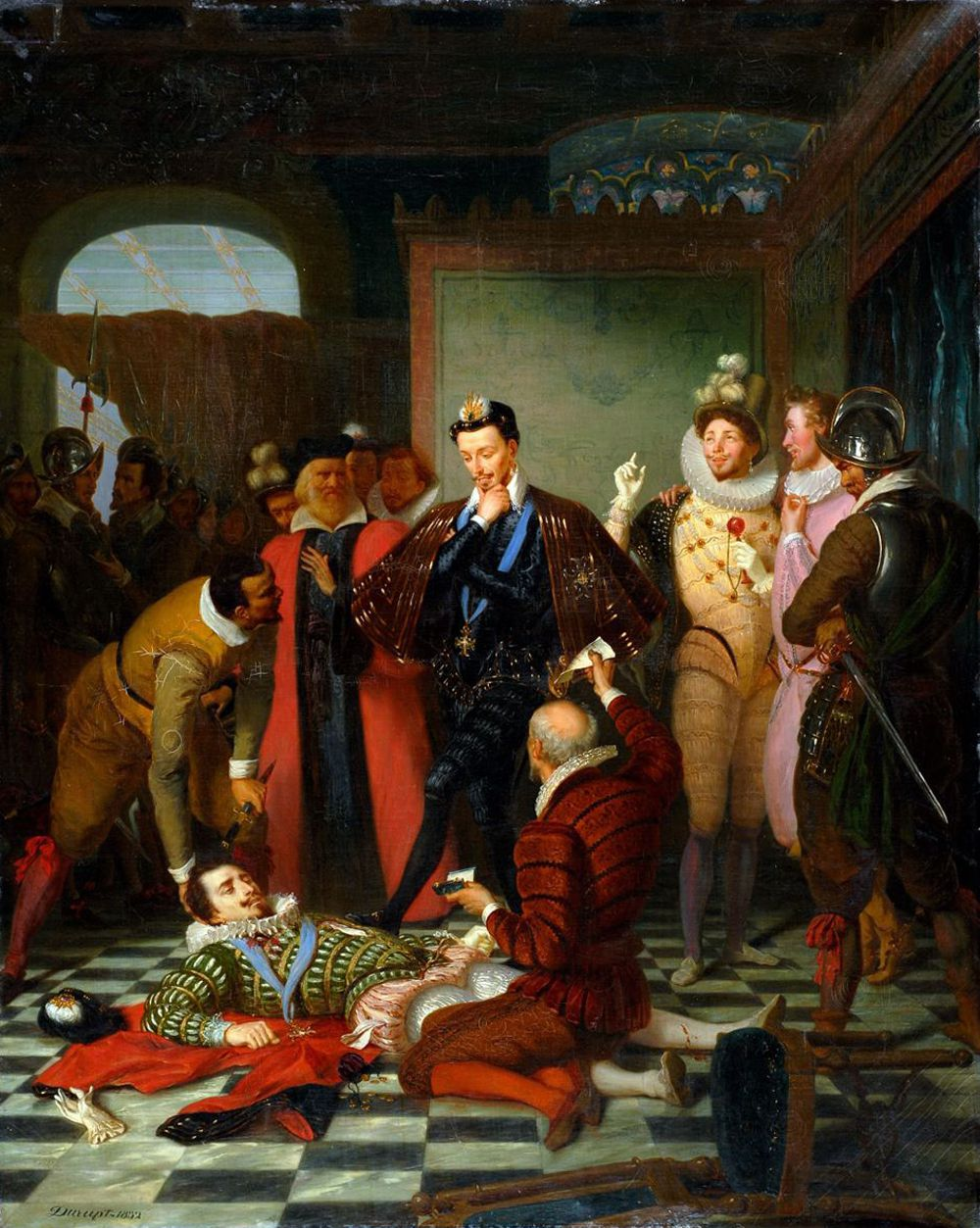
ترور آنری یکم، دوک گیز، توسط آنری سوم، در سال ۱۵۸۸. نقاشی چارلز دوروپ در شاتوی سلطنتی بلوآ، جایی که حمله انجام شد.

اتحادیه اکنون فرانسه را تحت کنترل داشت. پادشاه مجبور شد به خواسته‌های او تن دهد و گیز ژنرال فرانسه را ایجاد کرد. اما آنری سوم حاضر نشد با او به عنوان یک عروسک خیمه شب بازی توسط اتحادیه رفتار شود و تصمیم به حرکتی جسورانه گرفت. در ۲۲ دسامبر ۱۵۸۸، گیز شب را با معشوقه فعلی خود شارلوت دو ساو، ماهرترین و بدنام‌ترین عضو گروه جاسوسان زن کاترین مدیچی گذراند که به عنوان «گروه پرواز» شناخته می‌شود.صبح روز بعد در شاتوی سلطنتی بلوآ، گیز برای حضور در نزد پادشاه احضار شد و بلافاصله توسط چهل و پنج محافظ پادشاه، درحالی که آنری سوم به وی نواه می‌کرد، به قتل رسید. برادر گیز، لوئی دوم، کاردینال گیز نیز روز بعد ترور شد. این عمل چنان خشم باقیمانده بستگان و متحدان گیز را برانگیخت که آنری سوم مجبور شد به آنری ناوار پناه ببرد. آنری سوم سال بعد توسط ژاک کلمان عامل اتحادیه کاتولیک ترور شد.